# Sinding (muziekinstrument)
Sinding is een muziekinstrument uit West-Afrika. Het bestaat uit een harpachtige constructie met vijf katoenen snaren op een klankkast van kalebas; bijeengehouden door geitenhuid.